# Chilabothrus
Chilabothrus is een geslacht van slangen dat behoort tot de familie reuzenslangen (Boidae).

## Naam en indeling
De wetenschappelijke naam van de groep werd voor het eerst voorgesteld door André Marie Constant Duméril en Gabriel Bibron in 1844. Er zijn dertien verschillende soorten, inclusief de pas in 2016 beschreven soort Chilabothrus argentum.
Een aantal soorten werd eerder aan andere geslachten toegekend, zoals Epicrates en het niet langer erkende geslacht Pelophilus. Enkele soorten werden vroeger beschouwd als een ondersoort en zijn recentelijk erkend als een aparte soort. Voorbeelden zijn Chilabothrus schwartzi (vroeger Chilabothrus chrysogaster schwartzi) en Chilabothrus granti (vroeger Chilabothrus monensis granti).

## Verspreiding en habitat
Alle soorten zijn bewoners van verschillende eilanden in het Caribisch Gebied en komen voor op de eilanden en deelgebieden Bahama's, Puerto Rico, Hispaniola, Jamaica, Britse Maagdeneilanden, Amerikaanse Maagdeneilanden, Turks- en Caicoseilanden en Cuba.
De habitat bestaat uit tropische en subtropische droge bossen, vochtige laaglandbossen en tropische scrublands en draslanden. Veel soorten komen voor in door de mens aangepaste streken zoals plantages, landelijke tuinen en stedelijke gebieden.

## Beschermingsstatus
Door de internationale natuurbeschermingsorganisatie IUCN is aan negen soorten een beschermingsstatus toegewezen. Drie soorten worden beschouwd als 'veilig' (Least Concern of LC), twee soorten als 'kwetsbaar' (Vulnerable of VU) en een soort als 'gevoelig' (Near Threatened of NT). Twee soorten worden gezien als 'bedreigd' (Endangered of EN) en de soort Chilabothrus argentum ten slotte staat te boek als 'ernstig bedreigd' (Critically Endangered of CR).

## Soorten
Het geslacht omvat de volgende soorten, met de auteur en het verspreidingsgebied.
| Naam                      | Auteur                                                            | Verspreidingsgebied                                              |
| ------------------------- | ----------------------------------------------------------------- | ---------------------------------------------------------------- |
| Chilabothrus angulifer    | Cocteau & Bibron, 1840                                            | Cuba                                                             |
| Chilabothrus argentum     | Reynolds, Puente-rolón, Geneva, Aviles-rodriguez & Herrmann, 2016 | Bahama's                                                         |
| Chilabothrus chrysogaster | Cope, 1871                                                        | Bahama's, Turks- en Caicoseilanden                               |
| Chilabothrus exsul        | Netting & Goin, 1944                                              | Bahama's                                                         |
| Chilabothrus fordii       | Günther, 1861                                                     | Hispaniola                                                       |
| Chilabothrus gracilis     | Fischer, 1888                                                     | Hispaniola                                                       |
| Chilabothrus granti       | Stull, 1933                                                       | Puerto Rico, Britse Maagdeneilanden, Amerikaanse Maagdeneilanden |
| Chilabothrus inornatus    | Reinhardt, 1843                                                   | Puerto Rico                                                      |
| Chilabothrus monensis     | Zenneck, 1898                                                     | Puerto Rico                                                      |
| Chilabothrus schwartzi    | Buden, 1975                                                       | Bahama's                                                         |
| Chilabothrus striatus     | Fischer, 1856                                                     | Hispaniola                                                       |
| Chilabothrus strigilatus  | Cope, 1863                                                        | Bahama's                                                         |
| Chilabothrus subflavus    | Stejneger, 1901                                                   | Jamaica                                                          |